# Монстро
«Мо́нстро» (англ. Cloverfield, досл. «Клевери́ще») — американский фильм ужасов о монстрах с элементами триллера и боевика, срежиссированный Мэттом Ривзом и спродюсированный Дж. Дж. Абрамсом. Paramount Pictures проводила вирусный маркетинг, чтобы вызвать интерес к фильму. Премьера в России состоялась 17 января 2008 года, в США — 18 января. Слоган — «Нечто нас нашло» (англ. Some Thing Has Found Us).
В 2016 году на экраны вышел «Кловерфилд, 10», ставший, по словам Абрамса, «духовным наследником» оригинального фильма. В 2018 году был выпущен ещё один фильм из этой серии — «Парадокс Кловерфилда», являющийся отчасти предысторией.

## Сюжет
Фильм представляет собой псевдодокументальную запись с видеокамеры, обнаруженной людьми Министерства обороны США в месте, ранее известном как «Центральный парк».
Первая запись плёнки начинается 27 апреля 2008 года, в 6:42. Роберт (Роб) Хокинс снимает на видеокамеру в нью-йоркской квартире отца своей девушки Элизабет (Бет) Макинтайр. Они провели ночь вместе, пока её отца не было в городе. Он будит Бет и спрашивает её, была ли она когда-нибудь на Кони-Айленде, когда Бет говорит, что нет, и они планируют поехать туда в тот день.
Следующий фрагмент датирован 22 мая 2008 года. Роб устраивает вечеринку по случаю своего отъезда в Японию. На вечеринке присутствуют брат Роба — Джейсон Хокинс, один из друзей Роба — Хадсон (Хад) Платт, девушка Джейсона — Лили Форд, а также Марлена Даймонд. Начиная с момента вечеринки и до конца фильма съёмку ведет Хад. Чуть позже происходит ссора между Робом и Бет, после которой Бет отправляется к себе домой на Колумбус-Серкл.
В это же время в Нью-Йорке внезапно начались перебои с электроэнергией, а также происходит небольшое землетрясение. По новостям передают, что в бухте Нью-Йорка перевернулся нефтяной танкер. Озадаченные участники вечеринки поднимаются на крышу здания. В тот же момент в районе финансового квартала Манхэттена раздается гигантский взрыв, после которого во все стороны летят горящие обломки. Ребята успевают укрыться в здании, после чего спускаются на улицу, где уже собралась толпа. Вслед за этим на улицу падает оторванная голова Статуи Свободы. В Нью-Йорке начинается паника. Хаду удается заснять движение гигантского существа (Кловера), предположительно выползшего из океана, после чего на глазах толпы рушится небоскрёб Вулворт-билдинг. Пыль от разрушенного здания накрывает улицу, после чего Роб, Хад, Джейсон и Лили прячутся в магазине, где они слышат шаги монстра и его рёв. После того как шум затихает герои выходят на улицу где видят Марлену, которая не успела укрыться, она сообщает «Оно жрало людей!».Ребята идут вместе с толпой в направлении Бруклинского моста, чтобы покинуть опасную территорию. Но Кловер ударом хвоста разрушает мост, в результате чего гибнет Джейсон.
Тем временем в город введены подразделения Армии США. Хад снимает колонну военной техники. По новостям показывают, как с Кловера на землю сыплются паразиты размером с собаку, которые нападают на солдат и гражданских. По всему Нью-Йорку объявлена немедленная и обязательная эвакуация. Роб дозванивается до Бет, однако выясняется, что девушка ранена и не может самостоятельно покинуть город. Все попытки друзей убедить Роба эвакуироваться вместе с остальными оказываются безуспешными, и Роб намерен добраться до Мидтауна Манхэттена, в районе которого как раз и беснуется чудовище. Хад, Лили и Марлена идут вместе с Робом.
Вскоре молодые люди попадают в эпицентр сражения между Кловером и американской армией. Оказавшись между монстром и шквалом огня со стороны военных, ребята чудом добираются до входа в метро. Однако в метро тоже оказывается небезопасно: на молодых людей нападают паразиты Кловера. Им удаётся отбиться от тварей, однако один из паразитов покусал Марлену. Через какое-то время ребята натыкаются на штаб и медпункт военных в метро. Солдаты собираются их насильно эвакуировать. Неожиданно у Марлены начинает течь кровь из глаз. Её спешно изолируют, но она тут же погибает, забрызгав кровью палатку. Один из офицеров соглашается отпустить Роба, Хада и Лили, но предупреждает, что последний эвакуационный вертолет стартует в 6:00. Поскольку военным не удаётся убить монстра обычным вооружением, правительство США приняло решение задействовать протокол «Молот», после чего весь Нью-Йорк будет уничтожен.
Молодые люди добираются до небоскрёба, в котором проживает Бет. Здание оказывается сильно повреждено, из-за чего добраться до этажа Бет будет очень трудно. Тем не менее, Роб находит способ проникнуть в квартиру Бет через соседнее здание. Роб находит раненую Бет. Быстро перевязав рану, молодые люди собираются как можно быстрее добраться до спасательных вертолётов. Хад снимает, как авиация США атакует Кловера. Взрывы бомб раздаются в опасной близости от здания Бет, но ребята вовремя успевают покинуть его. Пока молодые люди бегут к вертолётам, находящийся под беспрерывным обстрелом военных Кловер разрушает центральный вокзал Нью-Йорка. Ребята добираются до точки эвакуации. Лили сажают в первый вертолёт, Роба, Хада и Бет — во второй.
Съёмка ненадолго прерывается, после чего Хад снимает чудовище с высоты птичьего полёта. В этот же момент военные проводят ковровую бомбардировку и ранят Кловера. Но радость Хада и Роба оказывается преждевременной: разъяренная тварь сбивает вертолёт. По уцелевшей рации сообщается о начале операции «Молот», и что если слышны звуки сирен, значит это зона поражения. Хад и Бет выбираются из вертолёта, приземлившегося в центральном парке. Вместе они вытаскивают раненого Роба. Хад хочет подобрать камеру, но внезапно появляется Кловер, который убивает Хада. Камеру подбирает Роб и вместе с Бет укрывается под мостом. Раздаётся звук сирен.
Роб и Бет по очереди оставляют последние свидетельства о событиях дня и последний раз признаются друг другу в любви. После чего раздаётся взрыв атомной бомбы и рёв смертельно раненого Кловера. Мост рушится, и запись прерывается.
Фильм заканчивается кадрами месячной давности, сохранившимися в памяти камеры, когда Роб и Бет катались на колесе обозрения в парке аттракционов на Кони-Айленде. Когда камера показывает панораму пляжа и океана, то в правой части кадра видно, как вдалеке с неба в океан быстро падает незамеченный персонажами неизвестный объект.

## В главных ролях
- Майкл Шталь-Дэвид — Роберт (Роб) Хокинс (англ. Robert «Rob» Hawkins), главный герой фильма. Находился в парке на Манхэттене, когда был отдан приказ сбросить атомную бомбу (это был единственный способ покончить с чудовищем). При нём была найдена каким-то образом уцелевшая видеокамера, на которой была заснята вся эпопея.
- Майк Фогель — Джейсон Хокинс (англ. Jason Hawkins), его брат. Погиб, когда чудовище разрушило Бруклинский мост.
- Одетт Юстман — Элизабет (Бет) Макинтайр (англ. Elizabeth «Beth» McIntyre), подруга Роберта. Во время нападения чудовища находилась в своей квартире и была ранена. Роберт, Лили и Хадсон спасли её из разрушенного дома. Осталась с Робертом и погибла вместе с ним при взрыве бомбы.
- Лиззи Каплан — Марлена Даймонд (англ. Marlena Diamond), знакомая Хадсона. Умерла от укуса паразита[2].
- Джессика Лукас — Лили Форд (англ. Lily Ford), невеста Джейсона. Последний раз её видели садящейся в военный вертолёт. По всей видимости, она спаслась.
- Т. Дж. Миллер — Хадсон (Хад) Платт (англ. Hudson «Hud» Platt), приятель Роберта, которого попросили снять на видеокамеру прощальную вечеринку. Он же снимал и всю последующую эпопею. Убит чудовищем.

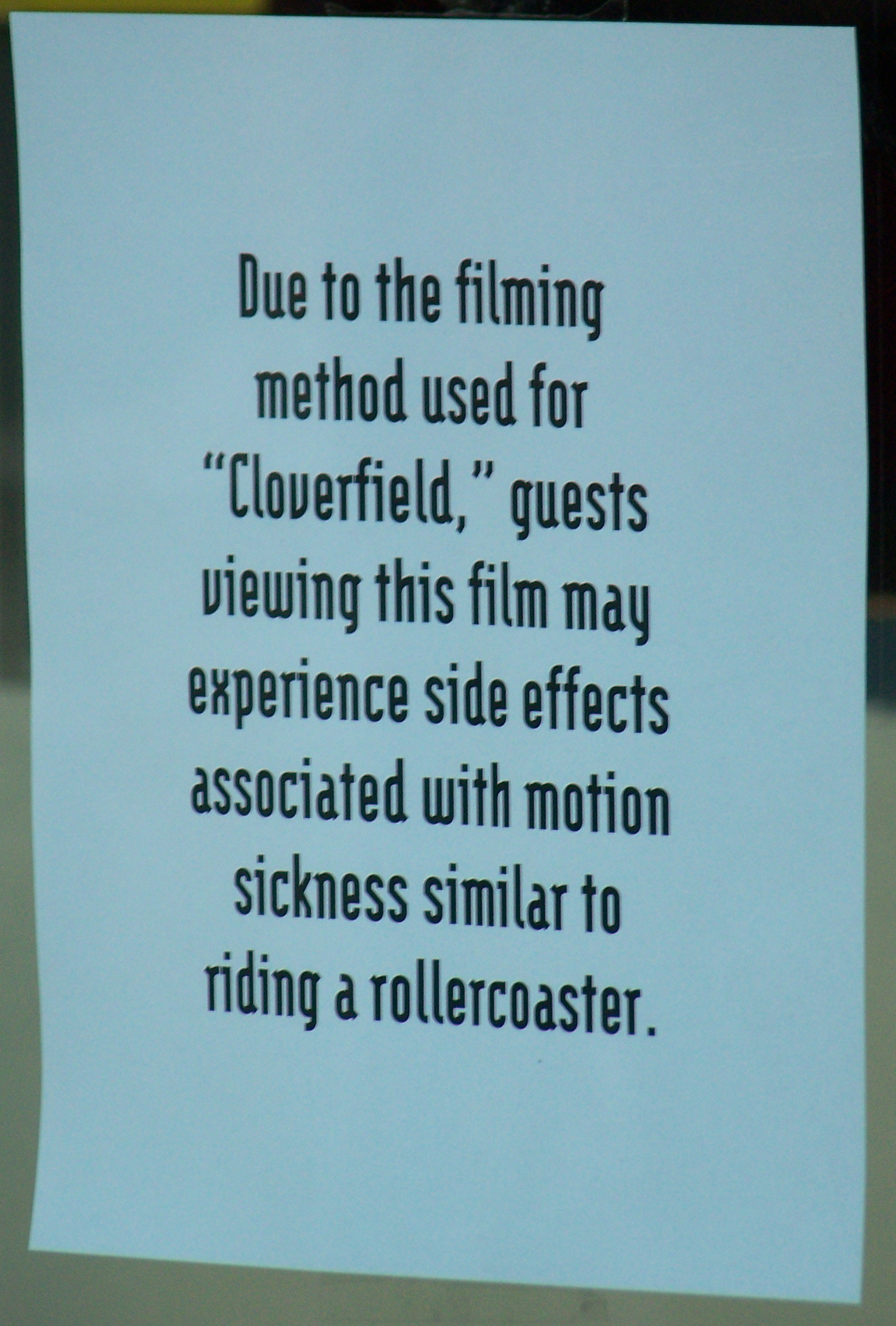
Вывеска в некоторых кинотеатрах, где демонстрировался фильм. «Из-за использования определённого способа съёмки фильма „Монстро“ некоторые посетители могут испытать побочный эффект, схожий с укачиванием при катании на американских горках»

## Производство
Джей Джей Абрамс задумал нового монстра после того, как вместе с сыном посетил магазин игрушек в Японии во время рекламы фильма «Миссия невыполнима 3». Он объяснил: «Мы увидели все эти игрушки Годзиллы, и я подумал: нам нужен свой собственный американский монстр, и не такой, как Кинг-Конг. Я люблю Кинг-Конга. Кинг-Конг очарователен. А Годзилла — очаровательный монстр. Мы любим Годзиллу, но я хотел чего-то такого, что было бы просто безумным и интенсивным».

### Дрожащая камера
При съёмках фильма использовался приём «дрожащей камеры», чтобы результат выглядел как съёмка с помощью ручной видеокамеры одним из героев фильма. Впервые к съёмке ручной камерой стали прибегать в 1960-х годах, с развитием сверхреализма в кино этот приём стал использоваться всё чаще. Однако американские кинопрокатчики решили, что дестабилизированное изображение при демонстрировании на большом экране вызывает у некоторых посетителей головокружение, тошноту и временную потерю равновесия. Некоторые кинотеатры, в которых демонстрировался фильм, вывешивали специальные предупреждения о возможных последствиях.

## Релиз
Впервые анонсированный в тизер-трейлере на сеансах фильма «Трансформеры», фильм вышел 17 января 2008 года в Новой Зеландии, России и Австралии, а 18 января — в Северной Америке, 24 января — в Южной Корее, 25 января — на Тайване, 31 января в Германии и 1 февраля в Великобритании, Ирландии и Италии. В Японии фильм вышел в прокат 5 апреля.
В США лицензионный DVD вышел 21 апреля, в России и странах СНГ — 27 мая.

## Продолжение
14 января 2016 года стало известно, что ещё в конце 2014 года в обстановке секретности был снят фильм «Кловерфилд, 10», возможно, продолжающий сюжет «Монстро». Новый фильм был спродюсирован Дж. Дж. Абрамсом и его компанией Bad Robot Productions, в роли режиссёра выступил дебютант Дэн Трахтенберг. В тот же день появился трейлер фильма, который Абрамс назвал «кровным родственником» «Монстро» (англ. a blood relative of Cloverfield). «Кловерфилд, 10» вышел в прокат 11 марта 2016 года. В 2018 году был выпущен ещё один фильм из этой серии: «Парадокс Кловерфилда».
В апреле 2018 студия Paramount Pictures подтвердила, что они работают над «истинным» продолжением фильма «Монстро». В марте 2025 года режиссёр Бабак Анвари сообщил, что работа над четвёртым фильмом серии Cloverfield всё ещё ведётся.